# Parque nacional de Reisa
El parque nacional de Reisa (noruego: Reisa nasjonalpark) se encuentra en el municipio de Nordreisa en el condado de Troms, Noruega, y fue establecido por decreto real el 28 de noviembre de 1986. Tiene una extensión de 803 km² y está formado por cañones, ríos salmoneros, torrentes, humedales y mesetas montañosas. El centro del parque es el río Reisa, que se abre paso en la meseta montañosa, formando un largo y fértil valle llamado Reisadalen. En el parque, abundan las cascadas. Una de las más espectaculares es la cascada Mollisfossen, con 269 metros de altura.

## Fauna
El parque tiene mucha vida salvaje. El ave más común es el ratonero calzado, pero los excursionistas también pueden ver águilas reales, cernícalos y gerifaltes. En los parques y montañas circundantes viven el glotón y el lince boreal. El nombre sami de una parte del desfiladero, Njállaávzi, significa "garganta del zorro ártico", lo que sugiere que el zorro ártico debe haber vivido allí durante mucho tiempo. El depredador noruego más grande, el oso pardo, se ve ocasionalmente en el parque.

## Usos
El valle y las montañas adyacentes han sido valiosos para la caza, la captura de animales y la pesca durante siglos. A veces, todavía se colocan trampas para atrapar la perdiz nival y el urogallo de la manera tradicional. El pino silvestre se utilizó para madera y para producir alquitrán. Casi todas las granjas del valle obtuvieron ingresos adicionales al producir alquitrán, y la producción continuó hasta bien entrado el siglo XX. Todavía se pueden encontrar los restos de muchos hornos. El parque y las áreas circundantes proporcionaron pastos de primavera, verano y otoño para los renos semidomesticados. En invierno, los renos de esta región pastan en el distrito de Kautokeino, en el cercano condado de Finnmark; en verano, están en la costa, en el noroeste.
Es adyacente al Área natural de Käsivarsi, en Finlandia.
EL parque se encuentra en el Sendero Europeo E-1, que va de Sicilia al Cabo Norte.